# Chiesa di Santa Maria del Rimedio al Molo Grande
La chiesa di Santa Maria del Rimedio al Molo Grande è un luogo di culto di Napoli sito nelle immediate vicinanze della celebre Rua Catalana, precisamente in via Flavio Gioia.
Oggi la chiesa non è più adibita al Culto ed è affidata all'Associazione Commedia Futura.

## Storia e descrizione

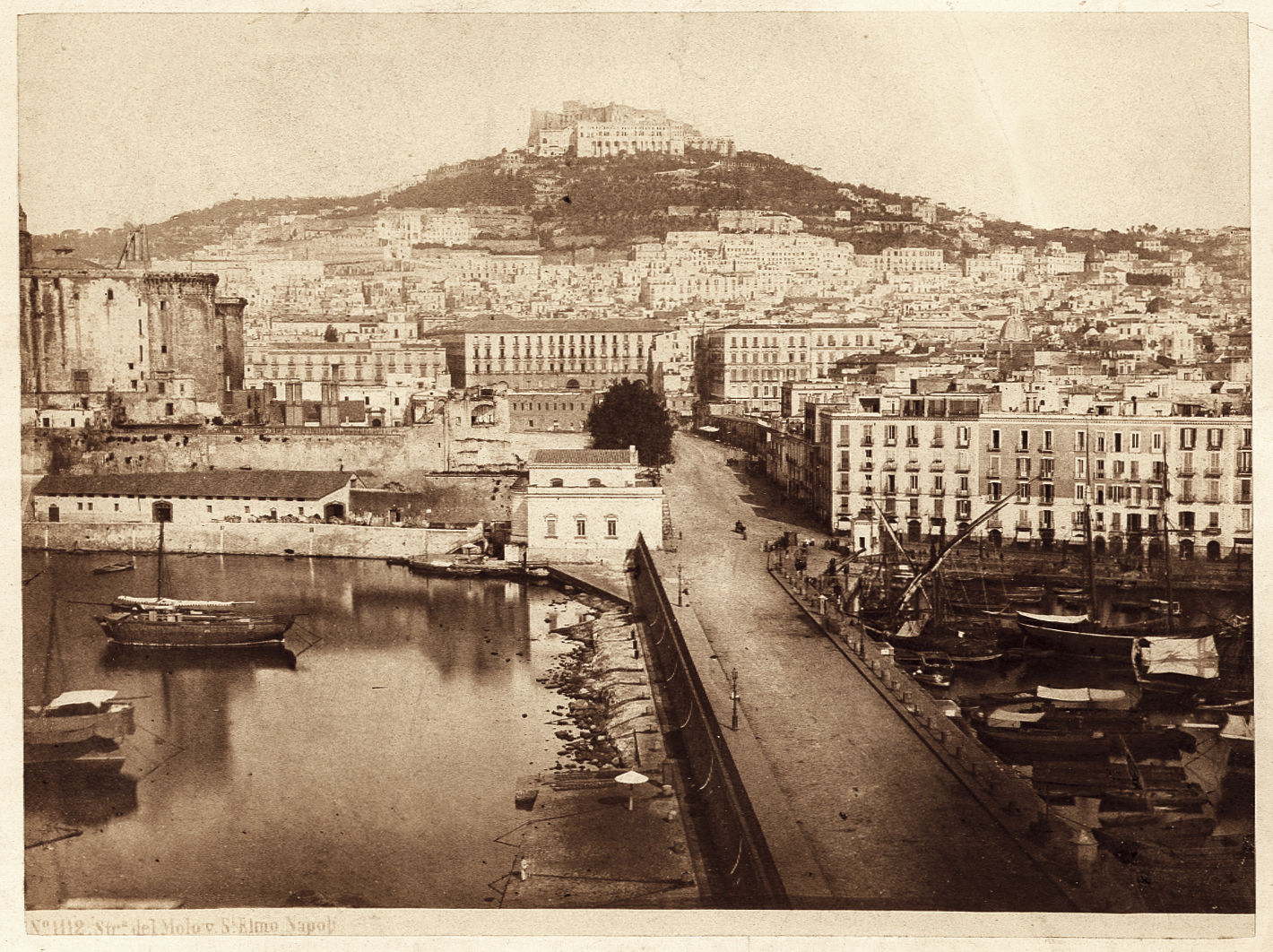
Il molo grande e piazza Municipio (foto Sommer di fine XIX secolo) con in primo piano la chiesa

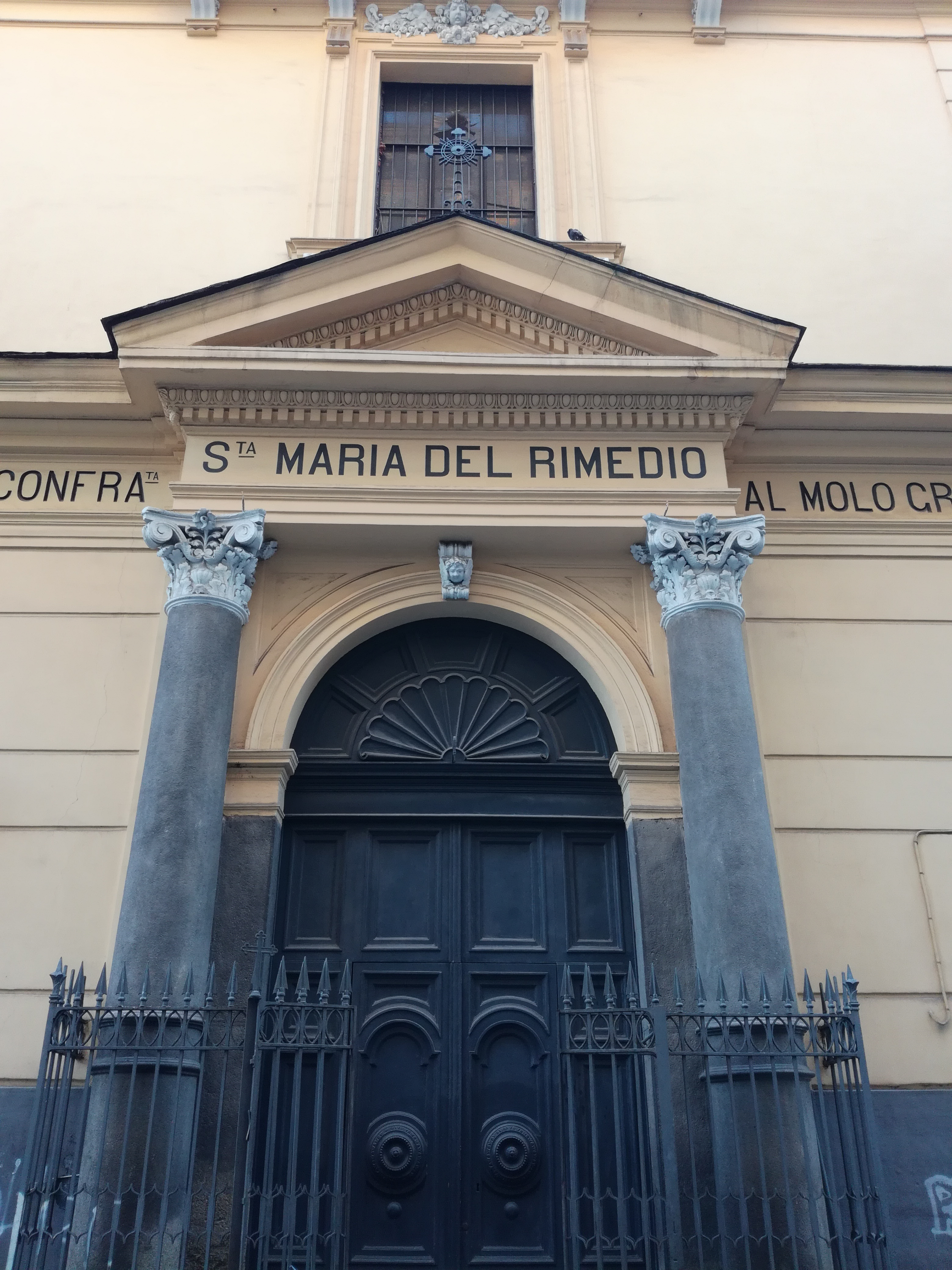
Il portale d'ingresso

Come dice il nome, inizialmente la chiesa sorgeva presso il Molo Grande, assai vicina al Castel Nuovo, voluta dai soldati del vicino arsenale nel XVII secolo.
La chiesa fu spostata verso l'interno nel 1848 per ricavare più spazio per le attività portuali, come testimoniava una lapide all'interno
La chiesa fu dunque ricostruita secondo lo stile neoclassico probabilmente dall'ingegnere Clemente Fonseca.
Forse inclusa nel piano di demolizioni per la sistemazione di piazza Municipio nel 1875, fu poi abbattuta nel 1912, ricostruita nell'attuale sede dal 1912 al 1914 e infine aperta al culto nel 1915.
Il suo portale è costituito da due colonne corinzie sovrastate da un timpano triangolare.
Nonostante la nuova destinazione d'uso, custodisce al suo interno ancora altari sormontati da quadri e statue lignee.